# Championnat du Chili de football 1995
Navigation
Saison précédente Saison suivante
La saison 1995 du Championnat du Chili de football est la soixante-troisième édition du championnat de première division au Chili. Les seize meilleurs clubs du pays sont regroupés au sein d'une poule unique où ils s'affrontent deux fois au cours de la saison, à domicile et à l'extérieur. À la fin du championnat, les deux derniers du classement sont relégués et remplacés par les deux meilleurs clubs de Segunda División, la deuxième division chilienne tandis que les 13e et 14e doivent passer par le barrage de promotion-relégation.
C'est le CF Universidad de Chile, tenant du titre, qui remporte à nouveau le championnat cette saison après avoir terminé en tête du classement final, avec deux points d'avance sur le CD Universidad Católica et dix sur Colo Colo. C'est le neuvième titre de champion du Chili de l'histoire du club.

## Les clubs participants
| - Colo Colo - CD Universidad Católica - CF Universidad de Chile - Unión Española - CD Coquimbo Unido - Deportes Temuco - Club de Deportes Cobreloa - Club Deportivo Huachipato - Promu de Segunda División | - CD Everton de Viña del Mar - Regional Atacama - Club Deportivo O'Higgins - Deportes La Serena - Club Deportivo Palestino - Provincial Osorno - Club Deportes Concepción - Promu de Segunda División - Club de Deportes Antofagasta |

## Compétition
Le barème utilisé pour établir le classement est le suivant :
- Victoire : 3 points
- Match nul : 1 point
- Défaite : 0 point

### Classement
| Rang | Équipe                       | Pts | J  | G  | N  | P  | Bp | Bc | Diff |
| ---- | ---------------------------- | --- | -- | -- | -- | -- | -- | -- | ---- |
| 1    | CF Universidad de ChileT     | 62  | 30 | 18 | 8  | 4  | 64 | 30 | +34  |
| 2    | CD Universidad CatólicaC     | 60  | 30 | 17 | 9  | 4  | 50 | 22 | +28  |
| 3    | Colo Colo                    | 52  | 30 | 15 | 7  | 8  | 61 | 35 | +26  |
| 4    | Deportes Temuco              | 45  | 30 | 12 | 9  | 9  | 49 | 34 | +15  |
| 5    | Club de Deportes Cobreloa    | 44  | 30 | 11 | 11 | 8  | 49 | 40 | +9   |
| 6    | Club Deportivo O'Higgins     | 42  | 30 | 10 | 12 | 8  | 52 | 41 | +11  |
| 7    | CD Coquimbo Unido            | 42  | 30 | 11 | 9  | 10 | 47 | 40 | +7   |
| 8    | Club de Deportes Antofagasta | 42  | 30 | 12 | 6  | 12 | 44 | 49 | -5   |
| 9    | Unión Española               | 40  | 30 | 11 | 7  | 12 | 45 | 47 | -2   |
| 10   | Club Deportivo Palestino     | 38  | 30 | 11 | 5  | 14 | 45 | 49 | -4   |
| 11   | Provincial Osorno            | 38  | 30 | 9  | 11 | 10 | 34 | 49 | -15  |
| 12   | Club Deportes ConcepciónP    | 34  | 30 | 8  | 10 | 12 | 38 | 44 | -6   |
| 13   | Regional Atacama             | 30  | 30 | 7  | 9  | 14 | 35 | 65 | -30  |
| 14   | Club Deportivo HuachipatoP   | 29  | 30 | 6  | 11 | 13 | 40 | 55 | -15  |
| 15   | Deportes La Serena           | 29  | 30 | 7  | 8  | 15 | 35 | 60 | -25  |
| 16   | CD Everton de Viña del Mar   | 25  | 30 | 7  | 4  | 19 | 30 | 58 | -28  |

|  | Qualification pour la Copa Libertadores 1996                                     |
|  | Qualification pour la Liguilla pré-Libertadores                                  |
|  | Participation au barrage de promotion-relégation                                 |
|  | Relégation directe en Segunda Division                                           |
|  | T : Tenant du titre C : Vainqueur de la Copa Chile P : Promu de Segunda Division |

### Liguilla pré-Libertadores
La Liguilla prend la forme d'une poule regroupant les équipes classées entre la 2e et la 5e place. Le vainqueur accède à la prochaine édition de la Copa Libertadores, le deuxième se qualifie pour la Copa CONMEBOL.
| Rang | Équipe                    | Pts | J | G | N | P | Bp | Bc | Diff |  | Résultats (▼ dom., ► ext.) | Cat | Col | Tem | Cob |
| ---- | ------------------------- | --- | - | - | - | - | -- | -- | ---- |  | -------------------------- | --- | --- | --- | --- |
| 1    | CD Universidad Católica   | 9   | 3 | 3 | 0 | 0 | 5  | 2  | +3   |  | CD Universidad Católica    |     | 2-1 |     | 2-1 |
| 2    | Colo Colo                 | 4   | 3 | 1 | 1 | 1 | 4  | 2  | +2   |  | Colo Colo                  |     |     | 0-0 |     |
| 3    | Deportes Temuco           | 4   | 3 | 1 | 1 | 1 | 3  | 3  | 0    |  | Deportes Temuco            | 0-1 |     |     | 3-2 |
| 4    | Club de Deportes Cobreloa | 0   | 3 | 0 | 0 | 3 | 3  | 8  | -5   |  | Club de Deportes Cobreloa  |     | 0-3 |     |     |

|  | Qualification pour la Copa Libertadores 1996 |
|  | Qualification pour la Copa CONMEBOL 1996     |

### Barrage de promotion-relégation
Les 13e et 14e du classement affrontent en barrage les 3e et 4e de Segunda División. Les duels ont lieu sous forme de matchs aller-retour.
| Équipe 1                       | Résultat | Équipe 2                  | Aller | Retour |
| ------------------------------ | -------- | ------------------------- | ----- | ------ |
| Club de Deportes Cobresal (D2) | 2 - 3    | Club Deportivo Huachipato | 1 - 0 | 1 - 3  |
| Union San Felipe (D2)          | 3 - 3e   | Regional Atacama          | 2 - 2 | 1 - 1  |

## Bilan de la saison
| Championnat du Chili de football 1995 |                                               |
| Champion                              | CF Universidad de Chile (9e titre)            |
| Coupes et trophées                    |                                               |
| Vainqueur de la Coupe du Chili 1995   | CD Universidad Católica                       |
| Qualifications continentales          |                                               |
| Copa Libertadores 1996                | CF Universidad de Chile                       |
| Copa Libertadores 1996                | CD Universidad Católica                       |
| Copa CONMEBOL 1996                    | Club de Deportes Cobreloa                     |
| Promotions et relégations             |                                               |
| Promus en Primera División            | Santiago Wanderers Audax Italiano             |
| Relégués en Segunda División          | Deportes La Serena CD Everton de Viña del Mar |